# Rudolf Prokschi
Rudolf Prokschi (* 9. September 1953 in Asparn an der Zaya) ist ein österreichischer römisch-katholischer Kirchenhistoriker.

## Leben
Rudolf Prokschi legte im Jahr 1972 am Bundesgymnasium Laa an der Thaya die Matura ab. Er studierte von 1972 bis 1977 katholische Theologie an der Universität Wien, wo er den Magister Theologiae erwarb. Nach der Priesterweihe im Juni 1978 in der Domkirche St. Stephan zu Wien war er von 1978 bis 1981 Kaplan in der Altlerchenfelder Pfarrkirche und unterrichtete am Albertgymnasium. Bei Ernst Christoph Suttner war er von 1981 bis 1987 Assistent am Institut für Patrologie und Ostkirchenkunde. Von 1983 bis 1988 war er Studienpräfekt am er Wiener Priesterseminar. Nach der Promotion im Juli/Oktober 1988 war er von 1988 bis 1996 Pfarrer in Ober Sankt Veit (Wien). Von September 1996 bis Juni 1998 hatte er einen Studienaufenthalt in Moskau (Arbeiten im Staatlichen Archiv der Russischen Föderation/Seelsorger für die Deutschsprachige Katholische Gemeinde in Moskau). Den Lehrstuhl Ostkirchengeschichte und Ökumenische Theologie vertrat er von 1998 bis 2001 an der Universität Würzburg, wo er von 2001 bis 2003 Fachvertreter für das Fach Ostkirchengeschichte und Ökumenische Theologie war. Im Theologischen Studienjahr lehrte er 2001 und 2003 an der Dormitio-Abtei in Jerusalem. Von 2001 bis 2002 dozierte er am Institut für Ökumenische Studien der Universität Fribourg. Im Wintersemester 2003/2004 war er Lehrbeauftragter am Institut für Theologie und Geschichte des christlichen Ostens in Wien, wo er seit April 2004 lehrt er als Universitätsprofessor für Patrologie und Ostkirchenkunde und Vorstand des Instituts für Theologie und Geschichte des christlichen Ostens ist. Von Oktober bis Dezember 2009 recherchierte er Literatur in Rom und hielt eine Vorlesung am Theologischen Studienjahr in Jerusalem (Forschungsfreisemester). Am 1. September 2010 wurde ihm ein Kanonikat Rudolphinischer Stiftung (Mitglied des Domkapitels zu St. Stephan, Wien) verliehen. Im Oktober 2010 hielt er eine Vorlesung am Theologischen Studienjahr in Jerusalem. Er ist Domdekan des Wiener Domkapitels.
Seine weiteren Funktionen sind:
- Vizepräsident der Stiftung Pro Oriente
- Mitglied des Internationalen Orthodox-Katholischen Arbeitskreises St. Irenäus
- Rektor des Kollegs St. Thomas der Erzdiözese Wien für Studenten aus Kirchen der östlichen Traditionen
- Mitglied der Gesellschaft zum Studium des christlichen Ostens (GSCO)
- Mitglied des Wissenschaftlichen Beirats des Ostkirchlichen Instituts Würzburg
- Mitglied der Schriftleitung der Zeitschrift Ostkirchliche Studien und der Monographienreihe Das östliche Christentum
- Vorsitzender der Kommission für ökumenische Fragen in der Erzdiözese Wien
- Mitglied der Ökumenekommission der Österreichischen Bischofskonferenz
- Vorsitzender des Ökumenischen Rats der Kirchen in Österreich[3]

## Forschungsschwerpunkte
Seine Forschungsschwerpunkte sind:
- Erforschung der pastoralen Reformanliegen des Landeskonzils der Russischen Orthodoxen Kirche von 1917/18 aufgrund von Archivmaterialien
- Mitarbeit am internationalen und interkonfessionellen Forschungsvorhaben zur Union von Brest 1595/96
- Beziehung von Staat und Kirche in Russland (Geschichte und Gegenwart)
- Aktuelle ökumenische Ansätze in der Beziehung zu den Ostkirchen